# السيمفونية رقم 5 (تشايكوفسكي)

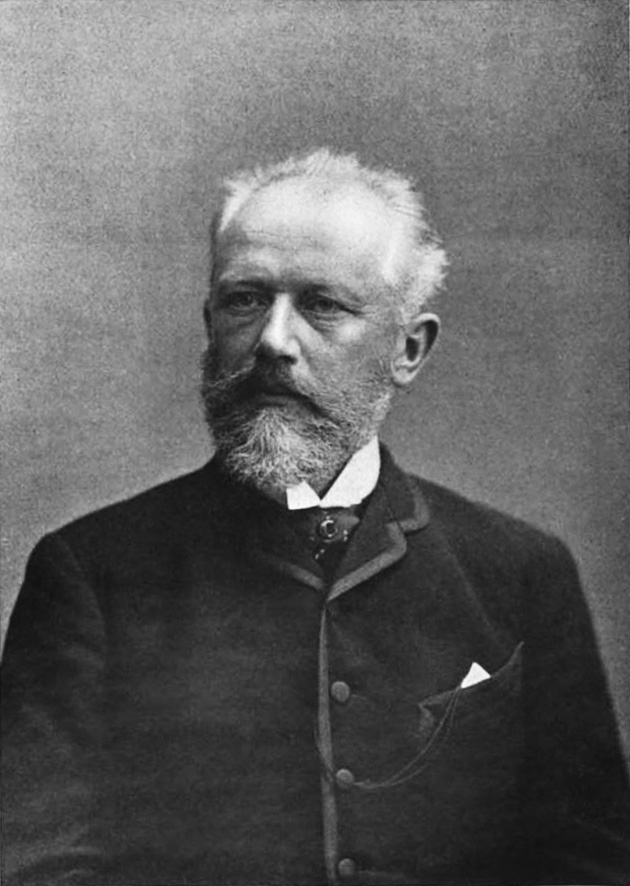
تشايكوفسكي في عام 1887

السيمفونية الخامسة في مقام مي الصغير، المصنف 64 للمؤلف الروسي بيتر إليتش تشايكوفسكي، تم كتابتها بين شهري مايو وأغسطس من عام 1888، وقد عُرضت لأول مرة في سانت بطرسبرغ بمسرح مارينسكي في السابع عشر من نوفمبر من نفس العام تحت قيادة تشايكوفسكي نفسه. وقد أُهديت إلى ثيودور آفي لالمان.

## مكان السمفونية بين سيمفونيات تشايكوفسكي
في السنوات العشر الأولى بعد تخرجه من معهد سانت بطرسبرغ الموسيقي عام 1865، أكمل تشايكوفسكي ثلاث سيمفونيات. بعد ذلك، بدأ خمسة مشاريع سيمفونية أخرى، نتج عن أربعة منها سيمفونيات مكتملة تم عرضها لأول مرة خلال حياة المؤلف.
| العمل                            | المصنف               | تاريخ التأليف | العرض الأول                            |
| -------------------------------- | -------------------- | ------------- | -------------------------------------- |
| السيمفونية رقم ٤                 | ٣٦                   | ١٨٧٧-١٨٧٨     | ١٨٧٨ (في موسكو)                        |
| سيمفونية مانفريد                 | ٥٨                   | ١٨٨٥          | ١٨٨٦ (في موسكو)                        |
| السيمفونية رقم ٥                 | ٦٤                   | ١٨٨٨          | ١٨٨٨ (في سانت بطرسبرغ)                 |
| السيمفونية في مقام مي منخفض كبير | ٧٩ (بعد وفاة المؤلف) | ١٨٩٢          | (مسودة، لم تُعرض علنًا خلال حياة المؤلف) |
| السيمفونية رقم ٦                 | ٧٤                   | ١٨٩٣          | ١٨٩٣ (في سانت بطرسبرغ)                 |

تم كتابة السيمفونية الخامسة عام 1888، بين سيمفونية مانفريد (1885) ومسودات السيمفونية في مقام مي منخفض كبير، التي تم التخلي عنها في عام 1892 (باستثناء استعادة مواد من الحركة الأولى لاستخدامها في مقطوعة "Allegro Brillante" للبيانو والأوركسترا بعد ذلك بعام "المعروفة بكنشيرتو البيانو الثالث، مصنف ٧٥"). أما بالنسبة لبقية للسيمفونيات المرقمة، فقد تم كتابة السيمفونية الخامسة لتشايكوفسكي بين السيمفونية الرابعة، التي اكتملت قبل عشر سنوات، والسيمفونية السادسة التي تم تأليفها بعد خمس سنوات، في سنة وفاة المؤلف.

### البرنامج
على عكس السيمفونيتين السابقتين، لا تمتلك السيمفونية الخامسة برنامجًا واضحًا. ففي 15 أبريل 1888، أي قبل حوالي شهر من بدء كتابة السيمفونية، قام تشايكوفسكي بتدوين سيناريو للحركة الأولى في دفتر ملاحظاته، حيث كتب: "... استسلامٌ مطلقٌ أمام القدر، ذلك القدر الذي يعانق الغموض ويماثل المصير المحتوم الذي لا سبيل لفهمه...". ومع ذلك، ليس من المؤكد إلى أي مدى تم تحقيق هذا البرنامج في التأليف.

### البنية الدورية
مثل السيمفونية الرابعة، تُعد السيمفونية الخامسة سيمفونية دورية (متكررة)، حيث تحتوي على لحن رئيسي متكرر. ولكن على عكس السيمفونية الرابعة، يظهر هذا اللحن في الحركات الأربع جميعها، وهي ميزة استخدمها تشايكوفسكي لأول مرة في سيمفونية مانفريد، التي تم إكمالها قبل أقل من ثلاث سنوات من السيمفونية الخامسة.

## التوزيع الآلات
تم تأليف هذه السيمفونية لتُعزف بواسطة 3 آلات فلوت (الثالثة تعزف أيضًا على بيكولو)، 2 أوبوا، 2 كلارينيت في مقام "لا"، 2 باسون، 4 أبواق في مقام "فا"، 2 ترومبيت في مقام "لا"، 3 ترومبونات، توبا، طبول، وآلات وترية.

## ردود الفعل النقدية
اعتبر بعض النقاد، بمن فيهم تشايكوفسكي نفسه، أن نهاية السيمفونية غير صادقة أو حتى فظة. بعد الأداء الثاني للسيمفونية، كتب تشايكوفسكي: "لقد توصلت إلى نتيجة مفادها أنها فاشلة". ورغم ذلك، أصبحت السيمفونية لاحقًا واحدة من أكثر أعماله شعبية. تُعتبر الحركة الثانية على وجه الخصوص تجسيدًا كلاسيكيًا لأسلوب تشايكوفسكي: مصنوعة ببراعة، وملونة بتوزيع اوركسترالي غني، وتحمل لحنًا لا يُنسى لآلة البوق المنفرد.
ربما بسبب وضوح عرض فكرة "النصر النهائي من خلال الكفاح"، كانت السيمفونية الخامسة ذات شعبية كبيرة خلال الحرب العالمية الثانية، حيث تم تسجيلها عدة مرات وأُجريت العديد من العروض خلال تلك السنوات. واحدة من أكثر العروض شهرة كانت لأوركسترا إذاعة لينينغراد خلال حصار لينينغراد. أمر قادة المدينة الأوركسترا بمواصلة العروض للحفاظ على الروح المعنوية في المدينة. في ليلة 20 أكتوبر 1941، عزفت الأوركسترا السيمفونية الخامسة لتشايكوفسكي في قاعة المدينة الفيلهارمونية وتم بثها مباشرة إلى لندن. وعندما بدأت الحركة الثانية، بدأت القنابل تتساقط بالقرب من المكان، لكن الأوركسترا استمرت في العزف حتى النوتة الأخيرة. ومنذ الحرب، بقيت السيمفونية شديدة الشعبية، رغم أن شعبيتها تضاءلت قليلاً مقارنة بالسيمفونيتين الرابعة والسادسة.

كانت ردود الفعل النقدية حول العمل مختلطة في روسيا. كتب فاليريان بوغدانوف-بيريزوفسكي، المؤلف الموسيقي وعالم الموسيقى الروسي (1903-1971):
"السيمفونية الخامسة هي الأضعف بين سيمفونيات تشايكوفسكي، ولكنها مع ذلك عمل لافت، يحتل مكانة بارزة ليس فقط بين أعمال المؤلف، بل بين الأعمال الروسية بشكل عام... تبدو السيمفونية بأكملها وكأنها تنبع من تجربة روحية مظلمة."
في أول عرض للسيمفونية في الولايات المتحدة، كانت ردود الفعل النقدية، خاصة في بوسطن، معادية تقريبًا بالإجماع. كتب أحد المراجعين في صحيفة "بوسطن إيفنينغ ترانسكريبت" في 24 أكتوبر 1892:
"بالنسبة للسيمفونية الخامسة لتشايكوفسكي، بالكاد يعرف المرء ماذا يقول... في الخاتمة، نجد كل وحشية القوزاق، مشحونة لارتكاب أفظع الجرائم، ضد قسوة السهوب الروسية. يبدو أن النهاية العنيفة أشبه بجحافل من الشياطين يتصارعون في دوامة من الخمر، والموسيقى تزداد سُكرًا أكثر فأكثر. إنه جحيم من الفوضى، الجنون الهذياني، والنشوة، وقبل كل شيء، الضجيج غير المعقول!"
في نيويورك، لم يكن الاستقبال أفضل كثيرًا. كتب أحد المراجعين في "ميوزيكال كوريير" في 13 مارس 1889:
"في السيمفونية الخامسة لتشايكوفسكي... بحث المرء عبثًا عن الترابط والتجانس... في الحركة الأخيرة، تغلب (دم الكالموك) على المؤلف، واجتاحت المجزرة، المروعة والدموية، النوتات العاصفة." (Nicolas Slonimsky, Lexicon of Musical Invective)

## الهوامش
- فاليريان بوغدانوف-بيريزوفسكي

كان فاليريان ميخايلوفيتش بوغدانوف-بيريزوفسكي ناقدًا ومؤلفًا موسيقيًا، وقد التحق بمعهد بترغراد الموسيقي في عام 1919، حيث تأثر بدائرة من زملائه الشباب من المؤلفين، بما في ذلك صديقه شوسـتـاكوفيتش. في هذه الفترة، أسس نفسه كأحد أبرز النقاد الموسيقيين في المدينة. بعد تخرجه في عام 1927، أصبح ناشطًا في نشر الموسيقى المعاصرة، سواء الغربية أو السوفيتية، وعمل بشكل وثيق مع أسا فـيـيف وآخرين.
في عام 1940، نشر كتابه "أوبرا وتاريخ باليه تشايكوفسكي" و"الأوبرا السوفيتية" (كلاهما في لينينغراد وموسكو)، وتم تعيينه معلمًا رئيسيًا في تاريخ الموسيقى السوفيتية في معهد لينينغراد للموسيقى. ومن بين الأعمال البارزة في هذه الفترة، أوبرا "غرانيستا" (الحدود).
ظل بوغدانوف-بيريزوفسكي في لينينغراد خلال الحرب العالمية الثانية، وكرّس نفسه للعمل الإداري والثقافي الجماهيري، وكتب أوبرا "لينينغرادتسي" (اللينينغراديون) خلال الحصار. بعد الحرب، تعاون مع معهد لينينغراد للمنح الدراسية والبحث في المسرح والموسيقى (منذ عام 1946)، وفي عام 1947 حصل على درجة "كандидат الفنون". أدار قسم repertory في مسرح مالـي لينينغراد، من 1951 إلى 1961، وقام بإدارة قسم المسرح الموسيقي في فرع الاتحاد السوفيتي للمؤلفين في لينينغراد، ثم ترأس قسم الموسيقى وعلم النقد. خلال هذه الفترة، نُشر كتابه "مسرح الأوبرا والباليه باسم كيروف" (لينينغراد، 1959). في الستينيات، اعتمد أسلوبًا جديدًا وأكثر درامية في مؤلفاته، لكنه لم يتبع الاتجاهات الجديدة لتلك العقد.
- "في الحركة الأخيرة، تغلب (دم الكالموك) على المؤلف"

تشير هذه العبارة إلى أصول تشايكوفسكي. كان معروفًا بأن لديه بعض الأصول التترية (وليس الكالموكية تحديدًا)، ويقترح المراجع أن هذه الأصول أثرت على شدة وعاطفية الحركة الأخيرة. يعتبر مصطلح "دم الكالموك" إشارة ذات دلالة سلبية إلى هذه الأصول.